# Chen Aharoni
Chen Aharoni, Hebreeuws: חן אהרוני (Holon, 12 april 1990) is een Israëlische zanger. Chen Aharoni wordt soms ook getranslitereerd als Hen Aharoni.

## Biografie
Aharoni werd bekend door zijn deelname aan de Israëlische versie van Idols, Kokhav Nolad (Hebreeuws: כוכב נולד vertaling: Een ster is geboren). Hij werd net voor de finale geëlimineerd. Aharoni werd vierde, de winnaar van het vierde seizoen was Bo'az Ma'uda.
Na zijn deelname tekende hij een contract bij de Israëlische platenmaatschappij NMC Music. Terwijl hij optrad doorheen Israël, presenteerde hij ook de een show, Ra'Ash (lawaai), op de Israëlische muziekzender Music 24 gedurende 2 seizoenen. In 2008 werd hij opgeroepen voor zijn verplichte legerdienst in het Israëlische leger.
In 2009 verschenen de eerste singles van zijn debuutalbum, Chen Aharoni (חן אהרוני), dat verscheen in 2010. Hij nam ook deel aan MelodyVision 8 met de single BaRehov (ברחוב).

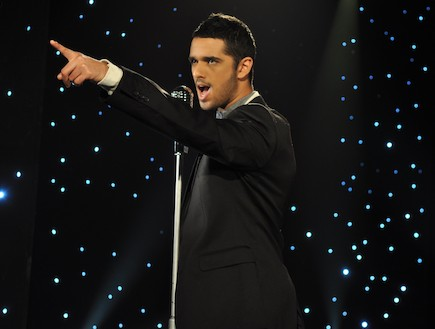
Chen Aharoni tijdens Kdam 2011

Op 8 maart 2011 nam hij deel aan de Kdam (קדם), de nationale Israëlische voorronde voor het Eurovisiesongfestival 2011 in Düsseldorf, met Or (אור). Het lied bevat Ierse & Keltische invloeden. Aharoni werd vierde met 142 punten. Hij moest de duimen leggen voor Dana International en Ding dong.
Op 22 juni 2011 beëindigde Aharoni zijn dienstplicht bij het Israëlische leger. Vier dagen later, op 26 juni 2011, verscheen Aharoni's eerste single, Holech Le'sham (הולך לשם) van zijn nog te verschijnen tweede album.

## Discografie

### Albums
In 2010 verscheen Aharoni's eerste album, Chen Aharoni (חן אהרוני). In totaal werden vijf liedjes van dit albums als single uitgebracht, waaronder een duet met Esti Ginzburg, Neshima (נשימה). dat nummer één werd in de Israëlische hitlijsten.
| Transliteratie              | Hebreeuws                 | Duur |
| --------------------------- | ------------------------- | ---- |
| Im At Lo Ohevet             | אם את לא אוהבת            | 2:55 |
| BaRehov                     | ברחוב                     | 3:05 |
| Shakuf                      | שקוף                      | 3:40 |
| Tafur Alea                  | תפור עליה                 | 3:28 |
| Neshima (met Esti Ginzburg) | ( נשימה (עם אסתי גינזבורג | 3:21 |
| Kol Ma SheRatziti           | כל מה שרציתי              | 3:24 |
| Boi Boi                     | בואי בואי                 | 3:01 |
| LaAvor Et HaPahad           | לעבור את הפחד             | 3:02 |
| VeNishkah Et Hakol          | ונשכח את הכל              | 3:30 |
| Mitbager                    | מתבגר                     | 3:37 |
| Neshima (Remix)             | נשימה (Remix)             | 5:01 |

### Singles
| Jaar | Lied                                                       | Vertaling                 | Auteurs                              | ISR | Album                          |
| ---- | ---------------------------------------------------------- | ------------------------- | ------------------------------------ | --- | ------------------------------ |
| 2009 | "Ba'Rehov" ( ברחוב )                                       | Op de straat              | Sahar Hagai and Nitzan Kaykov        | 7   | Chen Aharoni                   |
| 2010 | "Neshima" (with Esti Ginzburg) (( נשימה (עם אסתי גינזבורג) | Ademen                    | Sahar Hagai and Nitzan Kaykov        | 1   | Chen Aharoni                   |
| 2010 | "Boee boee" ( בואי בואי )                                  | Kom kom                   | Sahar Hagai and Nitzan Kaykov        | -   | Chen Aharoni                   |
| 2010 | "LaAvor Et HaPahad" ( לעבור את הפחד )                      | Verder gaan door de angst | Tom Rahav and Ran Haros              | 15  | Chen Aharoni                   |
| 2010 | "Kol ma SheRatziti" ( כל מה שרציתי )                       | Alles wat ik ooit wilde   | Chen Aharoni and Meital Patash-Cohen | 2   | Chen Aharoni                   |
| 2011 | "Or" ( אור )                                               | Licht                     | Sahar Hagai and Nitzan Kaykov        | -   | Chen Aharoni - Special Edition |
| 2011 | "Holech Le'sham" ( הולך לשם )                              | Daarheen gaan             |                                      | -   | Nosea Rahok                    |
| 2011 | "Mami" ( מאמי )                                            | Schatje                   |                                      | 1   | Nosea Rahok                    |
| 2011 | "Nosea Rahok" ( נוסע רחוק )                                | Ver weggaan               | DANGO and Chen Aharoni               | 5   | Nosea Rahok                    |
| 2012 | "Masheu Haser" ( משהו חסר )                                |                           | Eyal Shachar                         | -   | Nosea Rahok                    |
| 2012 | "5 Dakot" ( חמש דקות )                                     |                           | Johnny Goldstein                     | 7   | Nosea Rahok                    |
| 2013 | "Crazy"                                                    | Gek                       |                                      | -   |                                |
| 2014 | "Love Suicide"                                             |                           |                                      | -   |                                |